# Jackpot (livre)
Pour les articles homonymes, voir Jackpot.
Jackpot – Plaisirs et misères du jeu est un essai de Denise Bombardier publié en 2015, aux Éditions de l'Homme.

## Contenu
L'auteure se déclare d'emblée grande joueuse de casino – aux « machines à sous » uniquement – mais non compulsive. Elle précise d'ailleurs que selon les études, moins de 4 % des clients des casinos seraient des joueurs compulsifs. Dans cet ouvrage, basé moins sur les études que sur son expérience personnelle et sur les témoignages de centaines de joueurs qu'elle a interrogés, elle traite de la psychologie du joueur – notamment de la différence entre les hommes et les femmes – et décrit les différents types de casinos où elle a joué, en Europe, en Amérique du Nord, en Afrique et en Asie.

## Citations
- « L'industrie du jeu ne recule devant rien pour encourager le joueur à demeurer le plus longtemps possible devant une machine. Une mise de 1 dollar peut ne rapporter que 20 cents, et ce gain se répétera plusieurs fois selon les lois du hasard, mais avant tout selon la programmation des algorithmes contrôlée par la direction du casino. En ce sens, seuls les joueurs sont soumis à la loi du hasard. Les casinos, eux, en définissent les contours. » (VII, « Les nouvelles machines : addiction à la clé », p. 50)
- « J'ai joué au casino au Maroc, à Marrakech, plus précisément, cette ville à la réputation sulfureuse. Les casinos se trouvent dans les hôtels-palaces pour attirer les touristes, mais j'y ai croisé des Marocains qui semblaient être des habitués. Ces casinos dégagent une atmosphère teintée d'illégitimité. Sombres, peu attirants, ils offrent un choix de machines très limité. De vieilles machines à sous qu'on ne trouve plus guère dans les casinos modernes, qui gobent plus qu'elles ne recrachent. Ces casinos sont des lieux non de plaisir mais de tolérance, où les clients viennent avant tout pour combler leur besoin de jouer. Des casinos d'accros, comme j'en ai vu dans de petits villages en France, notamment, qui respirent la poussière et la promiscuité. » (VIII, « Visite guidée des casinos à travers le monde », p. 54)
- « La dame avait un plâtre au bras et jouait à une machine, seule; son mari se tenait derrière elle. Spontanément, elle m'a raconté son histoire. On lui avait diagnostiqué une grave maladie respiratoire qui la handicapait, mais surtout, qui la plongeait dans l'angoisse de la mort. « Je n'arrive plus à dormir la nuit et les somnifères et les calmants me sont déconseillés. » [...] Le couple y arrivait vers 23 h et repartait aux petites heures du matin, lorsque la fatigue s'emparait de la dame. En arrivant à la maison, elle se mettait au lit et dormait jusque tard dans la matinée. « Je suis beaucoup moins angoissée grâce au casino. La nuit me fait trop peur. Ici, j'oublie que mes jours sont comptés. » (XIII, « Les misères du jeu », p. 88)